# Rhacontsira yamagishii
Rhacontsira yamagishii är en stekelart som beskrevs av Sergey A. Belokobylskij och Maeto 2006. Rhacontsira yamagishii ingår i släktet Rhacontsira och familjen bracksteklar. Inga underarter finns listade i Catalogue of Life.